# Chaire savilienne de géométrie

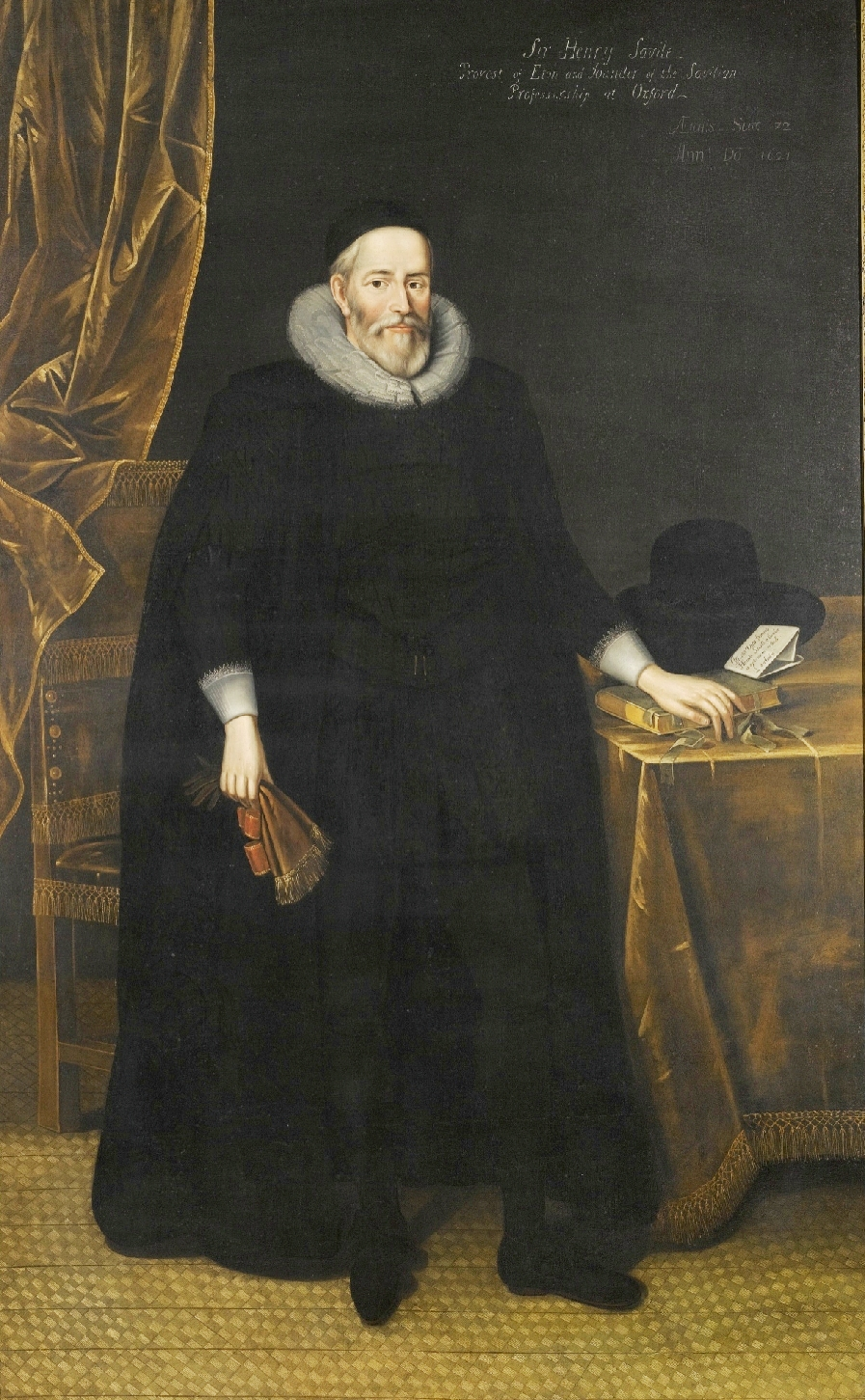
Henry Savile

La chaire savilienne de géométrie est un poste de professeur de mathématiques à l'Université d'Oxford, en Angleterre.

## Histoire
En 1619, Sir Henry Savile créa deux chaires à l'université d'Oxford : celle de géométrie et celle d'astronomie.
Savile exigeait que le professeur de géométrie enseignât les éléments d'Euclide et les coniques d'Apollonius, ainsi que l'œuvre complète d'Archimède. Il devait également montrer les applications pratiques des mathématiques, et enseigner l'arithmétique, la mécanique et la théorie de la musique.

## Liste des professeurs saviliens de géométrie
- 1619 Henry Briggs
- 1631 Peter Turner (en)
- 1649 John Wallis
- 1704 Edmond Halley
- 1742 Nathaniel Bliss
- 1765 Joseph Betts (en)
- 1766 John Smith (en)
- 1797 Abraham Robertson (en)
- 1810 Stephen Peter Rigaud
- 1827 Baden Powell
- 1861 Henry John Stephen Smith
- 1883 James Joseph Sylvester
- 1897 William Esson (en)
- 1920 Godfrey Harold Hardy
- 1932 Edward Charles Titchmarsh
- 1963 Michael Francis Atiyah
- 1969 Ioan James
- 1995 Richard Taylor
- 1997 Nigel Hitchin
- 2017 Frances Kirwan